# Ryota Aoki
Ryota Aoki (青木 良太 Aoki Ryōta?, nacido el 19 de agosto de 1984 en Takatsuki, Osaka) es un exfutbolista japonés. Jugaba de defensa y su último club fue el Thespakusatsu Gunma de Japón.

## Trayectoria

### Clubes
| Club                | País  | Año         |
| ------------------- | ----- | ----------- |
| Gamba Osaka         | Japón | 2003 - 2007 |
| JEF United Chiba    | Japón | 2008 - 2013 |
| Roasso Kumamoto     | Japón | 2013        |
| Thespakusatsu Gunma | Japón | 2014 - 2016 |

## Estadística de carrera

### J. League
| Club                | Año   | J. League | J. League | Copa J. League | Copa J. League | Total | Total |
| Club                | Año   | Part.     | Goles     | Part.          | Goles          | Part. | Goles |
| ------------------- | ----- | --------- | --------- | -------------- | -------------- | ----- | ----- |
| Gamba Osaka         | 2003  | 0         | 0         | 1              | 0              | 1     | 0     |
| Gamba Osaka         | 2004  | 0         | 0         | 1              | 0              | 1     | 0     |
| Gamba Osaka         | 2005  | 3         | 0         | 3              | 0              | 6     | 0     |
| Gamba Osaka         | 2006  | 6         | 0         | 2              | 0              | 8     | 0     |
| Gamba Osaka         | 2007  | 4         | 0         | 5              | 0              | 9     | 0     |
| JEF United Chiba    | 2008  | 29        | 1         | 6              | 0              | 35    | 1     |
| JEF United Chiba    | 2009  | 26        | 0         | 3              | 0              | 29    | 0     |
| JEF United Chiba    | 2010  | 23        | 2         | -              | -              | 23    | 2     |
| JEF United Chiba    | 2011  | 28        | 0         | -              | -              | 28    | 0     |
| JEF United Chiba    | 2012  | 2         | 0         | -              | -              | 2     | 0     |
| JEF United Chiba    | 2013  | 1         | 0         | -              | -              | 1     | 0     |
| Roasso Kumamoto     | 2013  | 9         | 0         | -              | -              | 9     | 0     |
| Thespakusatsu Gunma | 2014  | 21        | 0         | -              | -              | 21    | 0     |
| Thespakusatsu Gunma | 2015  | 37        | 0         | -              | -              | 37    | 0     |
| Thespakusatsu Gunma | 2016  | 5         | 0         | -              | -              | 5     | 0     |
| Total               | Total | 194       | 3         | 21             | 0              | 215   | 3     |

## Palmarés

### Títulos nacionales
| Título         | Club        | País  | Año  |
| -------------- | ----------- | ----- | ---- |
| J1 League      | Gamba Osaka | Japón | 2005 |
| Copa J. League | Gamba Osaka | Japón | 2007 |